# 空间任务规划咨询组
空间任务规划咨询组（英語：Space Missions Planning Advisory Group，缩写为SMPAG）是2013年成立的国际组织，旨在协调全球避免小行星撞擊。

## 沿革
2013年2月15日发生在俄罗斯的车里雅宾斯克小行星撞击事件，造成众多伤亡并引发国际关注。就此事件，同月举行的和平利用外层空间委员会科学和技术小组委员会第五十届会议，讨论了建立空间任务规划咨询组，其职责应当包括制订空间飞行任务应对活动的启动和执行框架、时间、期限和备选方案，该小组还应当促进关于近地天体偏转方向的研究和技术开展国际协作的机会；该建议在2013年6月举行的和平利用外层空间委员会科学和技术小组委员会第五十六届会议和2013年12月举行的联合国大会第六十八届会议上得到正式认可。
2017年，空间任务规划咨询组（SMPAG）与国际小行星预警网（IAWN）经过磨合协商，提出了预警、应对工作启动的机制，即若一颗小行星的尺寸大于10米、撞击地球的概率超过1%，IAWN就要向联合国外层空间事务办公室通报，若撞击时间在50年之内、撞击地球的概率超过1%、尺寸大于50米，SMPAG就会启动应对工作，决定人类要怎样应对避免小行星撞擊。

## 成员
空间任务规划咨询组于2024年1月31日公开的成员信息：

### 正式成员
- 墨西哥航天局
- 義大利太空總署
- 比利时联邦科学政策公共规划服务部
- 捷克
- 中国国家航天局
- 法國國家太空研究中心
- 加拿大太空局
- 德國航空太空中心
- 欧洲空间局
- 奥地利科研促进署（英语：Austrian Research Promotion Agency）
- 以色列航天局
- 日本宇宙航空研究開發機構
- 韩国天文研究院
- 美国国家航空航天局
- 羅馬尼亞太空總署
- 俄罗斯航天国家集团
- 乌克兰国家航天局
- 巴基斯坦太空与高层大气研究委员会（英语：SUPARCO）
- 英国宇航署
- 国际小行星预警网（當然成員）
- 联合国外层空间事务厅（秘书处）

### 观察员
- 太空探索者协会
- 空间研究委员会（英语：Committee on Space Research）
- 欧洲南方天文台
- 国际宇航科学院
- 國際天文聯會
- 美国太空研究机构安全世界基金会（英語：Secure World Foundation）